# Kto zabił ciotkę Cookie?
Kto zabił ciotkę Cookie? (oryg. Cookie's Fortune) – komedia kryminalna produkcji amerykańskiej z 1999 w reżyserii Roberta Altmana.

## Obsada
- Glenn Close jako Camille Dixon
- Julianne Moore jako Cora Duvall
- Liv Tyler jako Emma Duvall
- Patricia Neal jako Jewel Mae „Cookie” Orcutt
- Charles S. Dutton jako Willis Richland
- Chris O’Donnell jako Jason Brown
- Ned Beatty jako Lester Boyle
- Courtney B. Vance jako Otis Tucker
- Lyle Lovett jako Manny Hood